# ヘリング錯視

2つの垂直線はともに直線であるが、外側に歪んでいるように見える。

ヘリング錯視（ヘリングさくし、Hering illusion）とは錯視の一つであり、ドイツの心理学者エヴァルト・ヘリングにより1861年に報告された。この歪みは、背景の線分パターンによって生じており、背景が遠近感の手がかりとなることで奥行きの感覚を生じている。
湾曲が内側方向になるよう、斜線が描かれた図形も存在し、ヴント錯視と呼ばれている。また、オービソン錯視やギブソン錯視といった類似した錯視も存在する。
ヘリング錯視は自転車のスポークが中心点の周りにあるように見える。垂直線は中心の両側にあり、この中心の点は消点(vanishing point)と呼ばれる。